# Burning for You
Burning for You è l'undicesimo album degli Strawbs, pubblicato dalla Oyster-Polydor Records nel giugno del 1977. Il disco fu registrato nel marzo del 1977 al Relight Studios di Hilvarenbeek (Paesi Bassi).

## Tracce
Lato A
1. Burning for Me – 4:01 (Dave Cousins, John Mealing)
2. Cut Like a Diamond – 3:46 (Dave Cousins, Chas Cronk)
3. I Feel Your Loving Coming On – 2:57 (Dave Lambert)
4. Barcarole (For the Death of Venice) – 3:29 (Dave Cousins, Chas Cronk)
5. Alexander the Great – 3:59 (Dave Cousins, Dave Lambert)

Lato B
1. Keep on Trying – 3:14 (Dave Cousins, Chas Cronk)
2. Back in the Old Routine – 3:18 (Dave Cousins, Chas Cronk, Dave Lambert)
3. Heartbreaker – 4:38 (Dave Lambert)
4. Carry Me Home – 3:28 (Chas Cronk)
5. Goodbye (Is Not an Easy Way to Say) – 3:49 (Dave Cousins)

Edizione CD del 2007, pubblicato dalla Witchwood Collection Records
1. Burning for Me – 4:02 (Dave Cousins, John Mealing)
2. Cut Like a Diamond – 3:47 (Dave Cousins, Chas Cronk)
3. I Feel Your Loving Coming On – 2:59 (Dave Lambert)
4. Barcarole (For the Death of Venice) – 3:26 (Dave Cousins, Chas Cronk)
5. Alexander the Great – 4:02 (Dave Cousins, Dave Lambert)
6. Keep on Trying – 3:18 (Dave Cousins, Chas Cronk)
7. Back in the Old Routine – 3:17 (Dave Cousins, Chas Cronk, Dave Lambert)
8. Heartbreaker – 4:43 (Dave Lambert)
9. Carry Me Home – 3:28 (Chas Cronk)
10. Goodbye (Is Not an Easy Way to Say) – 3:43 (Dave Cousins)
11. Joey and Me – 3:28 (Dave Cousins, Chas Cronk, Dave Lambert) – Bonus Track

- Brano 11, registrato nel marzo del 1977 al Relight Studios di Hilvarenbeek (Paesi Bassi)

## Musicisti
- Dave Cousins - voce, chitarra acustica
- Dave Lambert - voce, chitarra elettrica, chitarra acustica
- Chas Cronk - basso, chitarra acustica, voce
- Rod Combees - batteria, voce

Musicisti aggiunti
- John Mealing - pianoforte, sintetizzatore, mellotron, clavicembalo, campane tubolari
- John Mealing - arrangiamenti orchestrali (brani: Burning for Me e Goodbye Is Not an Easy Word to Say)
- Robert Kirby - pianoforte, pianoforte elettrico, mellotron, clavinet, clavicembalo, chitarra acustica
- Robert Kirby - arrangiamenti orchestrali (brani: Cut Like a Diamond e Carry Me Home)
- Brian Willoughby - chitarra acustica (brano bonus CD: Joey and Me)